# Rhynchopsilopa apicalis
Rhynchopsilopa apicalis är en tvåvingeart som beskrevs av Collin 1921. Rhynchopsilopa apicalis ingår i släktet Rhynchopsilopa och familjen vattenflugor. Inga underarter finns listade i Catalogue of Life.